# Lago Turcana
Lago Turcana (Turkana), antes chamado de lago Rodolfo, é um lago no Grande Vale do Rifte, na fronteira entre Etiópia e Quênia. É o maior lago alcalino do planeta e um dos Grandes Lagos Africanos, tendo aproximadamente o tamanho do Líbano.
O lago também é referido por muitos antropólogos como o berço da humanidade, devido à abundância de fósseis hominídeos encontrados no local. 
O fóssil KNM-WT, o mais completo esqueleto de um ancestral humano encontrado na região, datando de 1,5 milhão de anos, era um Homo erectus e recebeu o nome de «Garoto de Turcana».